# 田中辰郎
田中 辰郎（たなか たつろう、1934年11月22日 - 2017年7月26日）は、日本の経営者。髙島屋社長を務めた。京都府京都市出身。

## 来歴・人物
1961年に同志社大学文学部社会学科を卒業し、同年に髙島屋に入社した。1991年5月に取締役に就任し、1993年5月に常務を経て、1996年7月に社長に就任。2001年3月から相談役を務めた。
2017年7月26日に呼吸不全のために死去。82歳没。